# Gonatium rubens
Gonatium rubens là một loài nhện trong họ Linyphiidae. Chúng được John Blackwall miêu tả năm 1833.